# Gilino
Gilino is een plaats in het Poolse district  Płocki, woiwodschap Mazovië. De plaats maakt deel uit van de gemeente Bielsk en telt 360 inwoners.